# خانه مدرسی
خانه مدرسی مربوط به دوره قاجار است و در شیراز، محله سنگ سیاه، ابتداری بازارچه حاج زینل واقع شده و این اثر در تاریخ ۱۱ دی ۱۳۸۰ با شمارهٔ ثبت ۴۵۲۱ به‌عنوان یکی از آثار ملی ایران به ثبت رسیده است.